# Jindřich Řezbář
Jindřich Řezbář (1242 – po 1300) byl cisterciácký mnich, autor latinsky psané Kroniky žďárského kláštera – „Cronica domus Sarensis“.
Ve své kronice Jindřich Řezbář dochoval mnoho cenných informací o postupném osidlování horního Posázaví v druhé polovině 13. století a zároveň přinesl důležitá genealogická data o zakladatelích žďárského cisterciáckého kláštera „Fons Beatae Mariae Virgins“, pánech z Křižanova, a také pánech z Lichtemburka, kteří se vhodnými sňatky stali jejich nástupci v držení této krajiny.

## Jindřichův život
Jindřich Řezbář o sobě píše v kronice, že je synem kameníka. V první polovině padesátých let 13. století jeho otec i s rodinou přišel do Žďáru za prací na zdejším klášteře. Zde mladý Jindřich dostal od mnichů přezdívku Kameník, neboť otci při práci pomáhal. Jindřichovi se život v klášteře zalíbil a tak vstoupil do řádu. Po několika letech, kdy se klášteru moc dobře nevedlo, Jindřich řád opustil a zmizel ve světském světě. Do kláštera se vrátil jako starý muž až v polovině devadesátých let. Zde pak pro klášter vyřezal sedadla a kostelní lavice, ač sám řezbářem nikdy nebyl, a na paměť tohoto skutku chtěl, aby mu ostatní bratři začali říkat Řezbář. Jako pokus o odpuštění za to, že opustil řád, začal psát Jindřich kroniku (Cronica domus Sarensis) a dílo začal i dokončil nejspíše v roce 1300. O jeho dalším životě a smrti není již nic známo. Jindřichova řezbářská práce vzala za své pravděpodobně při vypálení kláštera husity a i jeho kronika dlouho zůstala neznámá, než byla znovu objevena v 19. století, kdy se našla v jediném rukopise (pravděpodobně z počátku 15. století). Dnes je uložena ve vratislavské univerzitní knihovně.